# Paratalanta pandalis
Paratalanta pandalis là một loài bướm đêm thuộc họ Crambidae. Loài này có ở châu Âu.
Sải cánh dài 25–29 mm. Con trưởng thành bay từ tháng 6 đến tháng 7 tùy theo địa điểm.
Ấu trùng ăn Nettle, Ballota, Mint, Origanum vulgare, Thyme, Myrica gale, Goldenrod và Vicia sepium.

## Hình ảnh

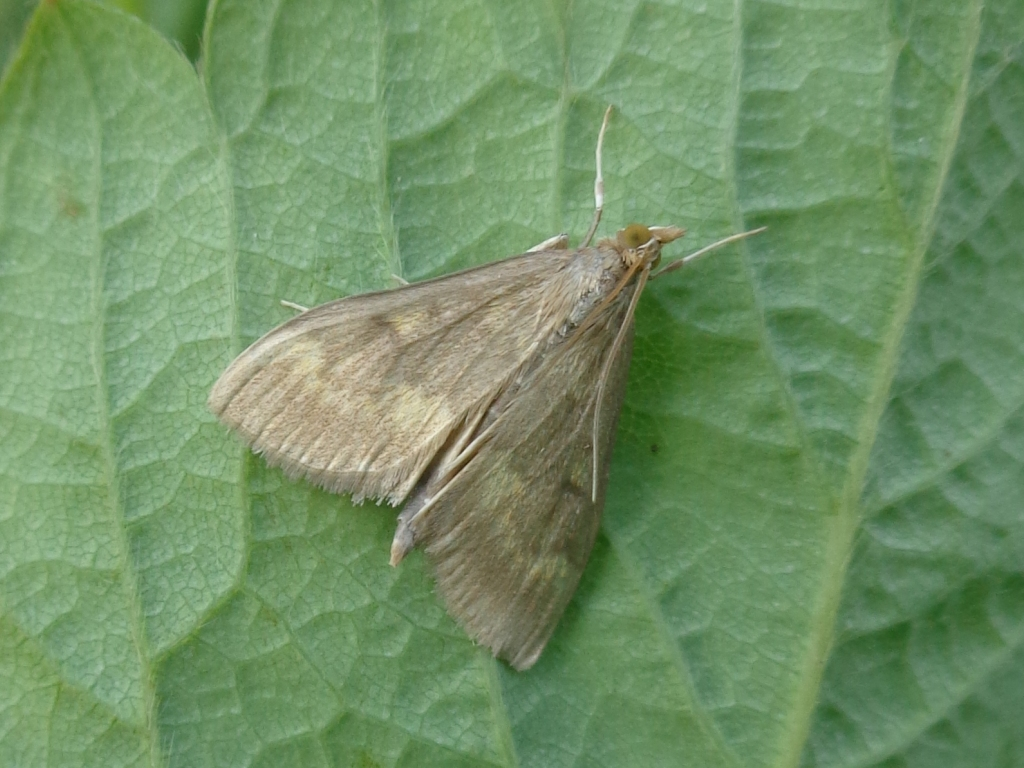